# Phil Walter
 (janvier 2012).
Si vous disposez d'ouvrages ou d'articles de référence ou si vous connaissez des sites web de qualité traitant du thème abordé ici, merci de compléter l'article en donnant les références utiles à sa vérifiabilité et en les liant à la section « Notes et références ».
Phil Walter est un pianiste de jazz français, compositeur, interprète et professeur.

## Biographie
Phil Walter commence sa carrière en beauté lors de l'Exposition Universelle de Séville en 1992. Depuis, rencontres et collaborations se succèdent avec des artistes de différents horizons : en classique, en jazz avec Birelli Lagrene, Hall singer ou Sunny Murray, Sunny Simmons, en variété avec Herbert Léonard et Catherine Lara ou en Gospel avec Clide Wright. Ces nombreuses collaborations et tournées internationales lui valent de développer un style unique : influence classique, jazz ambiances latines se mêlent à des mélodies et harmonies hors du commun.
Parallèlement la pédagogie l’interpelle et vient contribuer à conforter sa réputation. Pendant des années, il développera une formule d’apprentissage du piano révolutionnaire : la Méthode Walter. Celle-ci consiste à revenir à la méthode d’enseignement des génies tels Bach, Beethoven ou Chopin, basée sur le rythme et l'oreille, comme des percussions. Empruntant les mêmes codes que le jazz, l'initiation permet à un néophyte complet de jouer avec lui instantanément, sur tous les styles de musique. Frédéric Mitterrand, Ministre de la Culture, l'a lui-même essayée avec enthousiasme, lors de sa visite de la manufacture Pleyel en février 2010.
En solo, il se produit régulièrement à la salle Pleyel où il donna également des master-classes. Il est invité à participer à des événements prestigieux au Musée d'Orsay (en  collaboration avec DJ Ron-X), au Grand Rex (avant première « Danny The Dog » du film de Luc Besson) ou au Grand Palais, à l’occasion de la FIAC.
Il a également composé de nombreuses musiques de films, documentaires, pièces de théâtre (Festival d'Avignon 1994 La java des assassins mise en scène Jacky Azencot). En 1998, il reçoit le "Prix de Venise" de musique de film institutionnel[réf. nécessaire]. Il a composé le générique du Festival du Film Institutionnel de Biarritz  pendant quatre ans, une de ses compositions a été générique de Skyrock pendant trois ans.
Phil Walter a participé à la composition, enregistrement et arrangement de nombreux albums. Sa musique est reçue avec beaucoup d’enthousiasme de la presse et média Jazz :
- «  Fermez les yeux, on entend au moins trois mains  » FIP
- «  Un pianiste compositeur entre classique et Jazz contemporain à découvrir absolument  » Mezzo TV
- «  Un pianiste romantique a tous les temps  » Jazzman : Choc
- «  Une nouvelle approche de l’instrument  » Clavier Magazine
- «  Une musique novatrice et l’un des meilleurs professeurs du monde !  » Hubert Martigny, propriétaire des Pianos Pleyel
- «  Vous m’avez appris à jouer du piano !!  » Frédéric Mitterrand, Ministre de la Culture

Depuis 2010, il travaille sur son prochain projet musical.

## Discographie

### Black Sun
1978 avec Sophie Walter/vocal, André Ceccarelli/drums, Bunny Brunel/basse, Didier lookwood/violon.
- Track 1 Black sun
- Track 2 Big money

### Black Sun 2
1980 avec Sophie Walter/vocal, Manu katché/drums, Jean-Luc Ponty/violon, Bob Brault.
- Track 1 Women
- Track 2 Look Again
- Track 3 Message From The Stars
- Track 4 Carnaval
- Track 5 Le Love
- Track 6 Haven

### Lycia
2000 avec Bob domeo et Etienne brachet/drums,  Claude Matringe/basse, Wayne Dockery/Cbasse, Laurent Paris/percussions.
- Track 1 Lycia
- Track 2 Louis
- Track 3 Carillon
- Track 4 Au bout de la nuit
- Track 5 Glorieuse équinoxz
- Track 6 Waltérations
- Track 7 Bois de boulogne le matin
- Track 8 Blata
- Track 9 My romance
- Track 10 Mangrove part 1
- Track 11 Mangroce part 2
- Track 12 Sept Avril

### Lydie Limeretz-Walter & Phil Walter Trio Live
- DVD concert au Duc des Lombards Paris 2004 avec Tony Bonfils (Cbasse) et Christian Lété (percussions)

#### Quartet
- Track 1 Round midnight
- Track 2 Cystal silence
- Track 3 You don’t know what love is
- Track 4 Green dolphin street
- Track 5 Chic
- Track 6 Love for sale
- Track 7 my romance
- Track 8 In a sentimental mood
- Track 9 tenderly

#### Trio
- Track 1 Automn leaves
- Track 2 Songo

### Baroque Going Jazz
2008 Duo avec Pascal Pouget "Rue Stendhal" 
- Track 1 Fantasia
- Track 2 Largo
- Track 3 Esprit Baroque
- Track 4 Elégie
- Track 5 Praeludium Samba
- Track 7 Baroc’Salsa
- Track 8 Blues in le Marais
- Track 9 Galante
- Track 10 Choral Soul
- Track 11 Variations latines
- Track 12 Samba variations sur 8 octaves
- Track 13 Think about him
- Track 14 Percheron Boogie

### Artefact
2010 avec Sophie Walter Vocal, Claude Mouton Cbass, Tony Rabeson drums
- Track 1 Gymnosophie
- Track 2 Aux marches du palais
- Track 3 Jérusalem of gold
- Track 4 Duo séraphim
- Track 5 Mémory
- Track 6 Pavane For…
- Track 7 Laschia ch’io pianga